# Shin Megami Tensei: Persona 3
Shin Megami Tensei: Persona 3 (Japans: ペルソナ3) is een rollenspel (RPG) uit 2006 ontwikkeld door het Japanse bedrijf Atlus. Het spel kwam uit in Japan op 13 juli 2006, in de VS en Europa op 14 augustus 2007. Het spel is onderdeel van de Persona-serie.

## Spel
In Persona 3 speelt men de rol van een naamloze student die zich aansluit bij de Specialized Extracurricular Execution Squad (SEES), een groep medestudenten die het fenomeen Dark Hour onderzoekt. Tijdens Dark Hour treedt de speler de toren Tartarus binnen waarin zich Shadows bevinden, wezens die zich voeden met de menselijke geest. Om zich tegen de Shadows te verzetten kan elke speler een 'Persona' oproepen, een manifestatie van het eigen innerlijk.
Persona 3 bevat ook elementen van een simulatiespel omdat de speler dagelijks op school zit, en het genre datingsimulatie.

## Personages
- Naamloze student, hoofdpersoon in het spel
- Yukari Takeba, een vrolijk meisje
- Akihiko Sanada, kalm en gerichte student, aanvoerder van het boksteam
- Mitsuru Kirijo, de klasoudste en dochter van het hoofd van de Kijiro Group
- Junpei Iori, gek van de klas en beste vriend van de hoofdpersoon
- Fuuka Yamagishi, verlegen meisje en vervanger van Mitsuru
- Aigis, vrouwelijke androïde, ontworpen door de Kijiro Group
- Ken Amada, een groentje op school
- Shinjiro Aragaki, oud-lid van de SEES
- Koromaru, een hond die een Persona kan oproepen

## Ontvangst
Persona 3 werd positief ontvangen. In recensies prees men de sociale elementen, maar enige kritiek was er op de repetitieve gevechten. Op aggregatiewebsite Metacritic heeft het spel een verzamelde score van 86%.

## Prijzen
- RPG van het jaar, door Famitsu en GameSpot
- PS2 RPG van het jaar, door GameSpy
- RPG van het decennium, door RPGamer
- RPG van het jaar, door RPGFan

## Remakes
Persona 3 FES is een aanvulling op Persona 3 die updates van het oorspronkelijke spel bevat, evenals een nieuw epiloog waarin de speler Aigis bestuurt. FES kwam in Japan uit op 19 april 2007.
Persona 3 Portable is een PSP-versie van het spel. Het werd uitgebracht in Japan op 1 november 2009. Het dungeon crawler-gedeelte heeft een aangepast vechtsysteem samen met de optie om als een vrouwelijke protagonist te spelen, maar het simulatieaspect is in 2D met vereenvoudigde cutscenes. Deze versie werd geporteerd naar de Nintendo Switch, PlayStation 4, Windows, Xbox One en Xbox Series in 2023.
Op 2 februari 2024 kwam een volledige remake uit onder de titel Persona 3 Reload voor de PlayStation 4, PlayStation 5, Windows, Xbox One en Xbox Series.

## Trivia
- Het spel is opgenomen in het boek 1001 Video Games You Must Play Before You Die van Tony Mott.